# Chrysopilus aterrimus
Chrysopilus aterrimus är en tvåvingeart som beskrevs av Samuel Wendell Williston  1901. Chrysopilus aterrimus ingår i släktet Chrysopilus och familjen snäppflugor. Inga underarter finns listade i Catalogue of Life.